# Platidotea magellanica
Platidotea magellanica är en kräftdjursart som beskrevs av Mungo Park och Johann-Wolfgang Wägele 1995. Platidotea magellanica ingår i släktet Platidotea och familjen tånglöss. Inga underarter finns listade i Catalogue of Life.